# Ankylopteryx
Ankylopteryx is een geslacht van insecten uit de familie van de gaasvliegen (Chrysopidae), die tot de orde netvleugeligen (Neuroptera) behoort.

## Soorten

### OndergeslachtAnkylopteryx
- A. (Ankylopteryx) alluaudi Navás, 1910
- A. (Ankylopteryx) basalis Kimmins, 1952
- A. (Ankylopteryx) braueri Banks, 1937
- A. (Ankylopteryx) buettikoferi Van der Weele, 1905
- A. (Ankylopteryx) collarti Navás, 1925
- A. (Ankylopteryx) decormei Navás, 1910
- A. (Ankylopteryx) delicatula Banks, 1937
- A. (Ankylopteryx) doleschalii Brauer, 1864
- A. (Ankylopteryx) fastuosa Navás, 1929
- A. (Ankylopteryx) fraterna Banks, 1939
- A. (Ankylopteryx) gracilis Nakahara, 1955
- A. (Ankylopteryx) immaculata Brauer, 1864
- A. (Ankylopteryx) insularis Navás, 1922
- A. (Ankylopteryx) lambillioni Navás, 1929
- A. (Ankylopteryx) laticosta Banks, 1939
- A. (Ankylopteryx) nepalensis Hölzel, 1973
- A. (Ankylopteryx) nepheloptera Navás, 1912
- A. (Ankylopteryx) nesiotica Navás, 1913
- A. (Ankylopteryx) nonelli Navás, 1913
- A. (Ankylopteryx) obliqua Banks, 1924
- A. (Ankylopteryx) octopunctata (Fabricius, 1793)
- A. (Ankylopteryx) overlaeti Navás, 1936
- A. (Ankylopteryx) pallida Banks, 1910
- A. (Ankylopteryx) pallidula Tjeder, 1966
- A. (Ankylopteryx) perpallida Banks, 1924
- A. (Ankylopteryx) polychlora (Fraser, 1952)
- A. (Ankylopteryx) polygramma Gerstäcker, 1894
- A. (Ankylopteryx) pusilla Tjeder, 1966
- A. (Ankylopteryx) quadrimaculata (Guérin-Méneville, 1844)
- A. (Ankylopteryx) rhodocephala Navás, 1914
- A. (Ankylopteryx) rieki New, 1980
- A. (Ankylopteryx) scioptera Navás, 1924
- A. (Ankylopteryx) splendidissima Gerstäcker, 1885
- A. (Ankylopteryx) tanana Fraser, 1952
- A. (Ankylopteryx) tesselata Needham, 1909
- A. (Ankylopteryx) tristicta Navás, 1910
- A. (Ankylopteryx) venusta (Hagen, 1853)

### OndergeslachtSencera
- A. (Sencera) anomala Brauer, 1864
- A. (Sencera) exquisita (Nakahara, 1955)
- A. (Sencera) feae (Navás, 1929)
- A. (Sencera) scioneura (Navás, 1925)

### Niet gebonden aan een ondergeslacht
- A. ferruginea Tsukaguchi, 1995
- A. lii C.-k. Yang, 1987
- A. magnimaculata C.-k. Yang, 1987
- A. modesta Hölzel & Ohm, 1991
- A. quadrimaculosa Hölzel, 2001
- A. tibetana C.-k. Yang, 1987
- A. vanharteni Hölzel, 1995